# Copa da Rússia de Voleibol Masculino
A Copa da Rússia de Voleibol Masculino é uma competição anual entre clubes de voleibol masculino da Rússia. É organizada pela Federação Russa de Voleibol (em russo:  Всероссийская федерация волейбола, VFV) e classifica seu campeão para a Supercopa Russa.

## Regulamento
A Copa da Rússia é realizada em três etapas: preliminar, semifinais e final.
A fase preliminar é realizada antes do início do Campeonato Russo e consiste em vários torneios zonais. Os jogos da fase preliminar podem ocorrer sem os jogadores da seleção russa, e os clubes que tenham destacado três ou mais jogadores para a seleção entram na fase semifinal, independentemente do resultado. As fases semifinais e finais da equipe são realizadas na íntegra, com os jogadores da seleção nacional.
De 2003 a 2008, 16 equipes participaram da fase semifinal, que foi dividida em 4 grupos; os vencedores dos grupos avançaram para a Final Four. Em 2009, as equipes da Bielorrússia, Cazaquistão, Letônia e Ucrânia foram autorizadas a participar do campeonato. A fórmula para a realização da fase final desde 2009 tem sido inconsistente.
Em 2015, devido à longa temporada das seleções nacionais, o campeonato decorreu de acordo com um esquema abreviado e consistiu em duas etapas. Desde 2020, apenas equipes da Superliga participam do torneio, enquanto as equipes da Primeira Liga disputam um troféu separado.

## Títulos por equipe
| Equipe                | Títulos | Edições                                                          |
| --------------------- | ------- | ---------------------------------------------------------------- |
| Zenit Kazan           | 11      | 2004, 2007, 2009, 2014, 2015, 2016, 2017, 2018, 2019, 2021, 2022 |
| Belogore Belgorod     | 8       | 1995, 1996, 1997, 1998, 2003, 2005, 2012, 2013                   |
| Lokomotiv-Izumrud     | 3       | 1999, 2000, 2001                                                 |
| Dínamo Moscou         | 3       | 2006, 2009, 2020                                                 |
| Lokomotiv Novosibirsk | 2       | 2010, 2011                                                       |
| Iskra Odintsovo       | 1       | 2002                                                             |
| Samotlor              | 1       | 1993                                                             |
| CSKA Moscou           | 1       | 1994                                                             |